# Margaux (region winiarski)

Obszar Margaux zaznaczony kolorem brązowym na mapce regionu Médoc.

Margaux – region winiarski położony w okolicy Margaux, część regionu Médoc w regionie bordoskim oraz wino o tej samej nazwie. Wśród winnic Médoc apelacja Margaux jest położona najbardziej na południe, a wina w niej produkowane są uważane za najbardziej kobiece.

## Historia
Apelacja Margaux podlegała tym samym kolejom dziejowym, co cały region. Cechy charakterystyczne terenu i win margaux zostały potwierdzone i uregulowane 10 sierpnia 1954 przyznaniem własnej apelacji AOC.

## Geografia

### Położenie
Winnice apelacji Margaux rozciągają się około 25 km na północ od Bordeaux, na lewym brzegu Żyrondy. W skład apelacji wchodzi oprócz Margaux obszar gmin Arsac, Cantenac, Labarde i Soussans.

### Geologia
Winorośl rośnie na podłożu wapiennym z epoki kenozoiku pokrytym skałami osadowymi, które tworzą żwirowe, dość płaskie pagórki o niewielkiej wysokości (15 metrów), oddzielone od siebie potokami albo rowami melioracyjnymi. W środkowej części apelacji, na płaskowyżu o wymiarach w przybliżeniu 6 km długości na 2 kilometry szerokości leży większość winnic klasyfikowanych jako crus classés. Żwirowe obszary pomiędzy rowami odwadniającymi w pozostałych częściach apelacji także są obsadzone winoroślą.

### Klimat
Klimat apelacja jest zbliżony do sąsiednich – z łagodzącym amplitudy temperatur wpływem Oceanu Atlantyckiego, lasów Landes i pobliskiej Garonny. Opady rozkładają się dość równomiernie w ciągu roku, z bardziej deszczowym okresem jesienią.

## Winnice

### Odmiany winogron

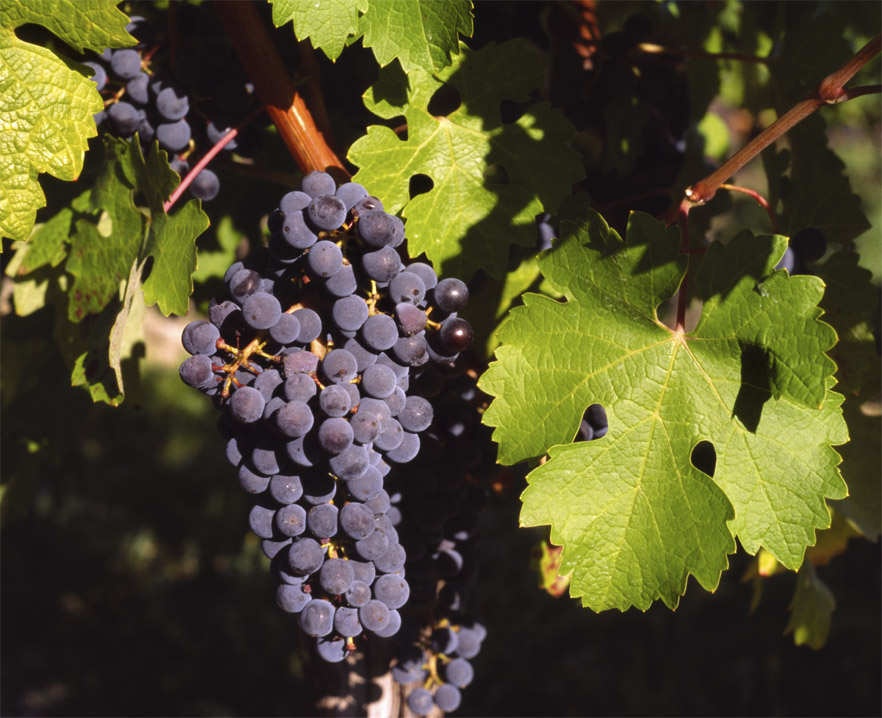
Dojrzałe grona odmiany cabernet sauvignon

Przepisy apelacji stanowią, że w skład win margaux mogą wchodzić wyłącznie czerwone szczepy cabernet franc, cabernet sauvignon, merlot, carménère, malbec (znany też jako côt) i petit verdot. Proporcje nie są prawnie określone, ale dominuje cabernet sauvignon wraz z merlotem przy marginalnej roli pozostałych odmian. Przykładowo
Château Brane-Cantenac wytwarza wina składające się w 55% z caberneta i w 40% z merlota, zaś Château Palmer miesza te szczepy w równych częściach z niewielkim dodatkiem petit verdota.

### Uprawa
Aż 48% powierzchni gminy Margaux zajmują winnice. Według uregulowań prawnych na hektarze winnicy musi znajdować się przynajmniej 7000 krzewów, przy czym rzędy powinny być od siebie oddalone maksymalnie o 1,5 m, a winorośle w rzędzie przynajmniej o 0,8 m. Winorośl musi być przycinana co roku i prowadzona w formie nazywanej médocaine (lokalna nazwa na formę guyot) albo à cots. Liczba pędów owocujących musi być ograniczana do najwyżej 12. 
Przepisy regulują także wysokość krzewów i ich dolnego poziomu liści, co ma zapewnić osiągnięcie przez winogrona pełnej dojrzałości. Kolejnym ograniczeniem jest maksymalna liczba nieowocujących krzewów – nie może przekroczyć 20 %. Proporcjonalnie do braków obniża się dozwolony zbiór.

### Winobranie
Przepisy ograniczają dozwolone zbiory do 9500 kg/ha, co odpowiada mniej więcej 14 owocom w gronie petit verdot i 12 w przypadku innych odmian. Zebrane winogrona po winifikacji powinny dać nie więcej niż 57 hektolitrów wina na hektar winnic.
Optymalny moment zbiorów określa się poprzez próby smakowe winogron i pomiar poziomu cukru, który musi wynosić przynajmniej 189 g/l. Gotowe wino musi zawierać przynajmniej 11% alkoholu.
Regulacje apelacji nie określają sposobu winobrania. W praktyce większość winogrodników zbiera winogrona mechanicznie, z wyjątkiem niektórych posiadłości grand cru, np. Château Margaux. Takie podejście jest uzasadnione mocami przerobowymi, ale wymaga segregacji winogron po dostarczeniu do winiarni.

## Wina
W apelacji produkuje się 9 mln butelek wina rocznie.

### Winifikacja i starzenie

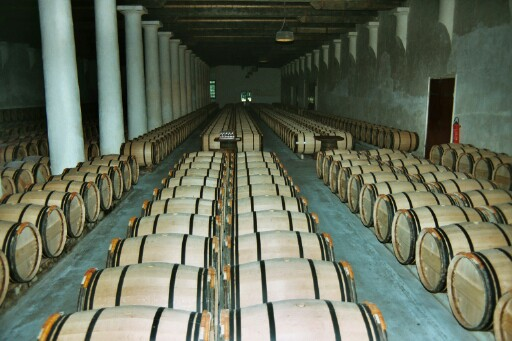
Piwnica winna w Château Margaux

Macerację winogron przeprowadza się w zbiornikach ze stali nierdzewnej albo w drewnie. Fermentacja zachodzi przy użyciu drożdży naturalnie występujących na skórce grona lub wytworzonych przemysłowo. Proces przebiega w kontrolowanej temperaturze, a pod koniec moszcz jest nieco podgrzewany. Sprzyja to pełnemu przetworzeniu cukru w alkohol, ale także dobrej ekstrakcji barwników (antocyjany i tanin). Maceracja trwa długo, od dwóch do czterech tygodni, w zależności od wytwórcy i rocznika. Następnie wino jest trzymane w temperaturze 20-25 °C, która sprzyja rozpoczęciu fermentacji jabłkowo-mlekowej. Wina z każdego zbiornika ocenia się najpierw osobno, a potem w próbnie zmieszanych partiach, tak by zadecydować o charakterze win z rocznika. Wino dojrzewa u producenta ok. 1,5-2 lata.

### Normy
Wino musi zawierać przynajmniej 11% alkoholu (według objętości). Jeśli konieczne jest wzbogacanie wina, maksymalny poziom nie może przekroczyć 13,5%. Ten pułap nie obowiązuje, jeśli zbiór jest tak wyjątkowy, że pozwala naturalnie osiągnąć wyższą moc.
Dopuszczalna jest zawartość cukru resztkowego do 2 g/l, czyli że winogrona powinny sfermentować w całości. Poziom wolnych kwasów w pierwszym roku (przed 31 lipca) nie może spaść poniżej 13,26 meq, co odpowiada 0,79 g/l w przeliczeniu na kwas octowy i 0,65 g/l na H2SO4, a po zakończeniu fermentacji dopuszczalny poziom wynosi 16,33 meq (odpowiednio 0,98 g/l kwasu octowego i 0,80 g/l kwasu siarkowego).

### Styl wina
Do win margaux przylgnął przydomek „kobiecych”, czego powodem jest rodzaj gramatyczny nazwy (la margaux) oraz opisywane bogactwo struktury garbników połączone z delikatnością. Wina charakteryzują się intensywnym kolorem, smak młodych przywołuje na myśl czerwone owoce i czarną porzeczkę, a z czasem nabiera wielkiej złożoności i wyrafinowania.
Zdolność starzenia margaux jest bardzo wysoka, zwykłe wina mogą dojrzewać 5-10 lat, crus zwykle od 5 do 20, czasem do 35, a w najlepszych rocznikach nawet więcej niż 50 lat, jak np. w przypadku rocznika 1945, który w roku 2002 nadal wykazywał zauważalną strukturę tanin.

### Połączenia kulinarne
Margaux dobrze komponują się z czerwonym mięsem. Pierre Casamayor w swojej książce pisze: „czerwone mięsa mają istotną cechę: zawarte w nich proteiny zmiękczają najostrzejsze garbniki”.
Delikatność wina margaux predestynuje je także do łączenia z drobiem i dzikim ptactwem (kaczka, kuropatwa) i tradycyjną lokalną potrawą, antrykotem po bordosku (à la bordelaise).

### Grands crus apelacji Margaux

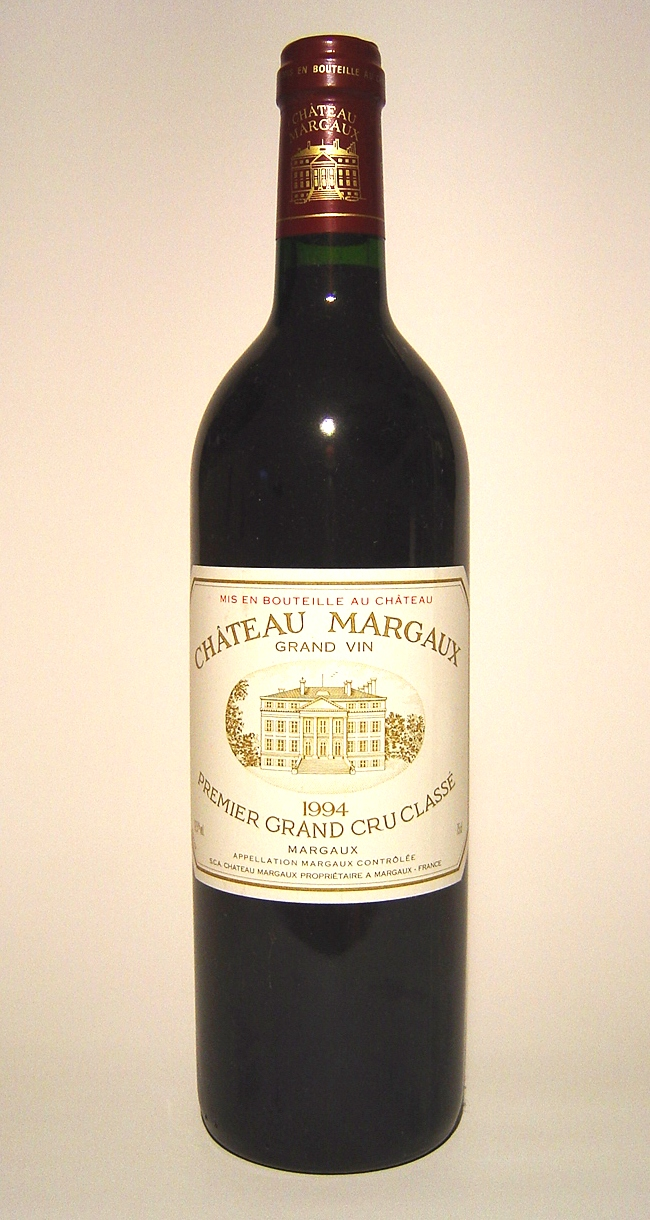
Wino Château Margaux 1994, 1er grand cru classé

Apelacja Margaux AOC ze swoimi dwudziestu jeden château o statusie cru classé przoduje w regionie Médoc. W gminach Margaux i Cantenac znajduje się po 9 z nich, Labarde liczy dwa, a Arsac jedynie jeden.
| Premiers crus (1 - łącznie 75 ha) Château Margaux Deuxièmes crus (5 - 271 ha) Château Brane-Cantenac Château Durfort-Vivens Château Lascombes Château Rauzan-Ségla Château Rauzan-Gassies Troisièmes crus (10 - 305 ha) Château Boyd-Cantenac Château Cantenac-Brown Château Desmirail Château Ferrière Château Giscours Château d'Issan Château Kirwan Château Malescot St. Exupéry Château Marquis d'Alesme Becker Château Palmer Quatrièmes crus (3 - 105 ha) Château Marquis de Terme Château Pouget Château Prieuré-Lichine Cinquièmes crus (2 - 98 ha) Château Dauzac Château du Tertre |

Liczne wina z regionu Margaux mają także status cru bourgeois.
Wnuczka Ernesta Hemingwaya, aktorka Margot zmieniła swoje imię na identycznie wymawiane Margaux, gdy dowiedziała się, że rodzice w noc jej poczęcia pili wino Château Margaux.